# Milutin Šoškić
Milutin Šoškić, född 31 december 1937 i Peja i Kosovo, död 27 augusti 2022, var en serbisk fotbollsspelare (målvakt) som spelade för Jugoslavien.
Han blev olympisk guldmedaljör i fotboll vid sommarspelen 1960 i Rom.